# Konstituentenquark
Konstituentenquarks (englisch constituent quarks) sind definitionsgemäß die Quarks, aus denen Hadronen aufgebaut sind (Valenzquarks), zuzüglich der sie umgebenden Wolke aus virtuellen Teilchen. Mit dem Konzept der Konstitutentenquarks lässt sich das Spektrum der Hadronen relativ einfach erklären.
Die Masse der Konstitutentenquarks ist erheblich größer als die der „nackten“ Quarks (ohne die virtuellen Teilchen), die in Abgrenzung zu den Konstitutentenquarks als „Stromquarks“ (englisch current quarks) bezeichnet werden. 

## Physikalischer Hintergrund
Quarks treten nie isoliert, sondern immer in Hadronen (Baryonen, Mesonen) gebunden auf. So besteht das Proton aus zwei up-Quarks und einem down-Quark. Neben diesen drei Quarks, die das Proton bilden und seine Quantenzahlen bestimmen (Valenzquarks), treten im Kraftfeld der starken Wechselwirkung virtuelle Teilchen als Anregungen des quantenfeldtheoretischen Vakuums auf: Gluonen, die die starke Wechselwirkung vermitteln, und Quark-Antiquark-Paare („Seequarks“). Anders als bei Atomen und Atomkernen, wo die Bindungsenergie klein im Vergleich zur Ruheenergie der Bestandteile ist, tragen die virtuellen Teilchen in Hadronen maßgeblich zur gesamten Masse des Hadrons bei. So haben die drei Valenzquarks des Protons zusammengenommen eine  intrinsische Masse in der Größenordnung von 10 MeV/c2, das gesamte Proton aber die Masse 938 MeV/c2.
Angesichts dieser Dominanz der Wechselwirkung sind theoretische Rechnungen, wie sie üblicherweise mittels der Störungstheorie durchgeführt werden, nicht möglich. Man behilft sich, indem man die Valenzquarks zusammen mit „ihrem“ jeweiligen Anteil an virtuellen Teilchen als eigene, quasi-elementare Teilchen betrachtet, in denen somit ein großer Teil der Wechselwirkung schon enthalten ist. Dies sind die Konstituentenquarks. Hadronen betrachtet man dann als aus den Konstituentenquarks zusammengesetzt.

## Eigenschaften
| Quark   | mSQ                                              | mKQ              |
| ------- | ------------------------------------------------ | ---------------- |
| down    | 04,67{\displaystyle _{-0{,}17}^{+0{,}48}} MeV/c2 | ≈ 300 MeV/c2     |
| up      | 02,16{\displaystyle _{-0{,}26}^{+0{,}49}} MeV/c2 | ≈ 300 MeV/c2     |
| strange | 93,4{\displaystyle _{-3,4}^{+8,6}} MeV/c2        | ≈ 450 MeV/c2     |
| charm   | 1,27±0,02 GeV/c2                                 | 1,0..1,6 GeV/c2  |
| bottom  | 4,18{\displaystyle _{-0,02}^{+0,03}} GeV/c2      | 4,1..4,5 GeV/c2, |
| top     | 172,76 ± 3,3 GeV/c2                              | —                |

Konstituentenquarks haben die Quantenzahlen (Ladung, Spin, Parität, Strangeness, …) der jeweiligen Valenzquarks. Ihre Masse, die sich aus der Wechselwirkung mit den Seequarks und Gluonen bzw. aus dem dynamischen Brechen der chiralen Symmetrie ergibt, die im Fall der leichtesten Quarks viel höher sind, als die intrinsische Masse der „nackten“ Quarks (in Abgrenzung zu den Konstituentenquarks „Stromquarks“ genannt). 
Für die schweren Charm- und Bottom-Quarks ist die intrinsische Masse (Masse des Stromquarks) so dominierend, dass kaum ein Unterschied zur Konstituentenquarkmasse besteht. Das Top-Quark ist so kurzlebig, dass es vermutlich keine Hadronen bildet.

## Anwendung des Modells und seine Grenzen
Das Konstituentenquarkmodell ist gut geeignet, die leichten aus u-, d-, und s-Quarks zusammengesetzten Hadronen quantitativ zu beschreiben. Man ordnet den Konstituentenquarks eine geeignete Masse zu (Ausgleichungsrechnung) und erhält in recht guter Näherung das Massenspektrum der Mesonen und der Baryonen. Die so ermittelten Massen sind im Fall der Mesonen etwas kleiner als bei den Baryonen. Das kann dadurch erklärt werden, dass Mesonen aus zwei Valenzquarks zusammengesetzt sind, Baryonen hingegen aus drei Valenzquarks, was zu Unterschieden in der durch die Wechselwirkung dynamisch erzeugten Masse der Konstituentenquarks  führt.  
Wenn man die aus dem Baryonenspektrum erhaltenen Massen der Konstituentenquarks sowie deren Ladungen {\displaystyle q={\tfrac {2}{3}}e,{\tfrac {-1}{3}}e} verwendet, um ihnen ein magnetisches Moment („Quarkmagneton“) {\displaystyle \mu } zuzuordnen, kann man damit auch die magnetischen Momente der Baryonen leidlich gut reproduzieren. Dies ist keineswegs selbstverständlich, denn die Formel {\displaystyle \mu ={\tfrac {q\hbar }{2m}}} gilt für elementare Teilchen (Dirac-Teilchen) ohne innere Struktur.
All diese Überlegungen gelten im Limit niedriger Energien. Wie sich in Experimenten mit tief inelastischer Streuung zur Ermittlung von Strukturfunktionen gezeigt hat, spielt die Wolke virtueller Teilchen um das Valenzquark bei sehr hohen Energie- und Impulsüberträgen eine immer geringere Rolle (asymptotische Freiheit). Man sieht gewissermaßen durch die Wolke hindurch, und die Eigenschaften des Stromquarks mit seiner geringeren Masse treten mehr und mehr zutage. Das Konstituentenquarkmodell ist dann nicht mehr adäquat.
Messungen spinabhängiger Strukturfunktionen haben ergeben, dass nur ein kleiner Teil des Protonspins von den Valenzquarks herrührt („Spin-Krise“). Auch dies ist mit dem Konstituentenquarkmodell nicht beschreibbar.